# Sicydium hildebrandi
Sicydium hildebrandi és una espècie de peix de la família dels gòbids i de l'ordre dels perciformes.

## Morfologia
- Els mascles poden assolir 11 cm de longitud total.[4][5]

## Hàbitat
És un peix de clima tropical i demersal.

## Distribució geogràfica
Es troba a Sud-amèrica: conca del riu Dagua (Colòmbia).

## Observacions
És inofensiu per als humans.